# Jaume Cercós i Solé
Jaume Cercós i Solé (Arbeca, 1804-1865) fou monjo de Poblet i vicari general de la Congregació del Cister a la Corona d'Aragó i Navarra (1861-1862). Al moment de la seva mort, el 1862, era el darrer monjo supervivent de la comunitat pobletana anterior a l'exclaustració de 1835.
Ingressà a l'orde del Cister al monestir de Poblet, on va vestir l'hàbit el 1827 i va professar l'any següent. Va ser destinat a Veruela, a la província de Saragossa, on exercí com a lector de Teologia. Delatat falsament, va ser empresonat a Saragossa, traslladat a Cadis i sentenciat a ser confinat a les Filipines. S'escapà a través del Pirineu i s'establí a Itàlia i més tard a Bordeus. El 1844 tornà a Espanya i s'establí a Reus i després a Arbeca, on la seva família hi tenia possessions. Va ser secretari de cambra del bisbat de la Seu d'Urgell amb el bisbe Caixal el 1854. Atacat per la ceguesa es retirà a Arbeca, on rebé el 1861 el nomenament de Vicari General de la Congregació Cistercenca de la Corona d'Aragó i Navarra i el títol de Mestre en Teologia, fou enterrat a Arbeca mateix. L'any 1979 les seves despulles foren inhumades al monestir de Poblet.
Va publicar algunes obres:
- Deberes monásticos para religiosas cistercienses según la regla de nuestro P. San Benito. Barcelona: imp. de Pablo Riera, 1859.
- Ramillete liturgico ó mejor, cuatro palabras sobre las Ceremonias y Misterios contenidos en el sacrosanto sacrificio de la Misa en refutación de las objeciones que nuestros pretendidos reformadores nos oponen á tan augusto sacramento. Barcelona: Imprenta de Pablo Riera, 1861

I va participar en l'obra 
- Copiosa y variada colección de variados panegíricos sobre los misterios de la Santísima Trinidad, dirigida per Antoni M. Claret. Barcelona: Librería Religiosa: Imprenta de Pablo Riera, 1860-1862. 11 volums